# Alexandro Pozzer
Alexandro Pozzer (Caixas do Sul, 21 de diciembre de 1988) es un jugador de balonmano italo-brasileño que juega de pívot en el BM Ciudad Encantada. Fue internacional con la selección de balonmano de Brasil, y en la actualidad es internacional con la selección de balonmano de Italia, tras su nacionalización en verano de 2023.
Debutó con la selección italiana el 13 de marzo de 2024 en un partido de clasificación al Campeonato Mundial de Balonmano Masculino de 2025 frente a la selección de balonmano de Bélgica.

## Palmarés

### Selección nacional
| Juegos Panamericanos                      | Juegos Panamericanos | Juegos Panamericanos | Juegos Panamericanos |
| Año                                       | Lugar                | Medalla              |                      |
| ----------------------------------------- | -------------------- | -------------------- | -------------------- |
| 2015                                      | Toronto              | Medalla de oro       |                      |
| 2019                                      | Lima                 | Medalla de bronce    |                      |
| Campeonato Panamericano                   |                      |                      |                      |
| Año                                       | Lugar                | Medalla              |                      |
| 2016                                      | Argentina            | Medalla de oro       |                      |
| 2018                                      | Groenlandia          | Medalla de plata     |                      |
| Campeonato Sudamericano y Centroamericano |                      |                      |                      |
| Año                                       | Lugar                | Medalla              |                      |
| 2020                                      | Brasil               | Medalla de plata     |                      |
| Juegos Suramericanos                      |                      |                      |                      |
| Año                                       | Lugar                | Medalla              |                      |
| 2018                                      | Cochabamba           | Medalla de oro       |                      |

### EC Pinheriros
- 5 ligas de Brasil

## Clubes
- EC Pinheiros
- Sao Paulo
- BM Guadalajara (2013-2015)
- BM Puerto Sagunto (2015-2017)[3]
- Dunkerque HB (2017-2018)
- CSM București (2018-2019 )
- BM Puerto Sagunto (2019-2021)
- BM Ciudad Encantada (2021-Act.)